# كأس الاتحاد التايلاندي 2013
كأس الاتحاد التايلاندي 2013 (بالتايلندية: มูลนิธิไทยคม เอฟเอคัพ 2556)‏ هو موسم من كأس الاتحاد الصيني. كان عدد الأندية المشاركة فيه 86، وفاز فيه نادي بوريرام يونايتد.